# Фёрстфут
Фёрстфут (англ. First-Foot, букв. «первая стопа») — старинная новогодняя традиция в Великобритании. Согласно народным поверьям, сохранившимся во многих странах Европы, первый человек, который переступит порог дома после наступления Нового года, определяет, насколько удачным для его обитателей будет наступивший год. По-английски такой человек называется «фёрстфутер». В мэнском наречии известен также как «quaaltagh» или «qualtagh».
Считается, что удачу приносят фёрстфутеры с определёнными физическими характеристиками. В большинстве случаев желанными фёрстфутерами считаются темноволосые мужчины, чей визит в дом приносит удачу всему дому. Женщина, светловолосый или рыжий мужчина считаются несчастливыми фёрстфутерами, которые могут накликать в дом беду.
Первые упоминания о фёрстфутерах в Великобритании относятся к XVIII веку. Обычай встречается по всей территории, но особенно строго соблюдается в шотландском Лоуленде и Северной Англии. Жители этих мест ожидали прихода фёрстфутера с раннего утра 1 января. Во многих местах традиция предписывает фёрстфутерам приносить хозяевам небольшие подарки, символизирующие процветание в наступившем году: еду, алкоголь, топливо или деньги. Где-то фёрстфутер приносит в подарок на удачу ветку зелени, а где-то — соль. Войдя в дом, фёрстфутер обменивается с семьями сердечными поздравлениями и пожеланиями, по иным канонам фёрстфутер молчит, пока не помешает угли в печи или не добавит ещё углей. В свою очередь хозяева дома угощают фёрстфутера едой и напитками и иногда дают ему денег. Обязательное гостеприимство в отношении фёрстфутера соблазнительно: в богатых кварталах Эдинбурга случалось, что молодые люди с подходящими физическими данными дрались за право сыграть фёрстфутера.
Помимо основной характеристики — тёмных волос — к «хорошим» фёрстфутерам предъявляются дополнительные региональные требования. Предпочтение отдаётся молодым, здоровым, хорошо выглядящим фёрстфутерам. Фёрстфутер с плоскостопием, увечьями, бледным лицом и косоглазием не принесёт удачи. Если среди жителей какой-то местности подходящих под требования к фёрстфутеру соседей было мало, то семьи подыскивали нужные кандидатуры извне и нанимали их на такой ночной визит в дом. Чтобы не навлечь неудачу на дома соседей, в поселениях, где обычай фёрстфутинга соблюдался строго, женщины 1 января предусмотрительно откладывали новогодние визиты, пока ко всем соседям не зайдёт фёрстфутер.
Похожая традиция есть в Греции (ποδαρικό, podariko), по местному поверью, первый человек, посетивший жилище, приносит либо везение, либо неудачу. Многие семьи по сей день сохраняют эту традицию и специально выбирают того, кто первым войдёт в дом. Хозяйка дома угощает гостя или дает ему некоторую сумму денег как залог новогоднего счастья для семейства. У славянских народов имеется ритуальный гость — полазник. Сходный обычай существует также в Грузии, где входящий персонаж называется «mekvle» (от «kvali» — шаг, след). Новогодний обычай, похожий на фёрстфутинг, встречается также в Германии, Эстонии, Италии и Ирландии.